# Smilax nova-guineensis
Smilax nova-guineensis är en enhjärtbladig växtart som beskrevs av Tetsuo Michael Koyama. Smilax nova-guineensis ingår i släktet Smilax och familjen Smilacaceae. Inga underarter finns listade.